# The Cobbler (film, 1923)

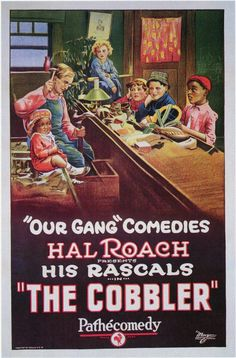
Affiche du film

Pour le film de 2014, voir The Cobbler.
The Cobbler est une comédie muette de Tom McNamara sortie en 1923 de la série Les Petites Canailles.

## Fiche technique
- Titre original : The Cobbler
- Réalisation : Tom McNamara
- Scénario : Hal Roach et H.M. Walker
- Producteur : Hal Roach
- Société de distribution : Pathé Exchange
- Pays d’origine : États-Unis
- Langue : intertitres en anglais
- Genre : comédie
- Date de sortie : 
  - États-Unis : 18 février 1923

## Distribution
- Jackie Condon : Jackie
- Mickey Daniels : Mickey
- Jack Davis : Jack